# Касьянов, Николай Георгиевич
Никола́й Гео́ргиевич Касья́нов (14 февраля 1918, Виловатое, Самарская губерния — 26 июня 1997, Жигулёвск) — воздушный стрелок Ил-2, полный кавалер ордена Славы.

## Биография
Родился в крестьянской семье, окончил 7 классов. Работал на заводе.
С сентября 1938 года призван в Красную Армию, где служил радистом. Остался на сверхсрочную службу, в 1941 году окончил школу младших авиационных специалистов.
На фронте в Великую Отечественную войну с декабря 1941 года. Сражался на Ленинградском, 3-м Белорусском фронтах.
После появления двухместных штурмовиков Ил-2 стал летать стрелком экипажа 566-го штурмового авиационного полка (277-я штурмовая авиационная дивизия). Лётчиком у Касьянова был Лев Обелов (позднее ставший Героем Советского Союза).
В 1944 году вступил в ВКП(б).
К ноябрю 1944 года сержант Касьянов в составе экипажа участвовал в 107-и боевых вылетах, уничтожил 5 танков, 22 автомашины, 15 повозок с грузами, 3 склада с боеприпасами, подавил 4 зенитные батареи, истребил и рассеял большое количество солдат и офицеров противника.
С ноября 1944 года по январь 1945 года старший сержант Касьянов совершил 35 боевых вылетов на штурмовку. В составе экипажа поразил 4 огневые точки, 2 артиллерийские батареи, 4 танка, 12 автомашин, 17 повозок, до взвода вражеских солдат и офицеров.

В апреле 1945 года был представлен к награждению орденом Славы 1-й степени. Командир 566-го авиационного полка писал: 
«После получения ордена Славы товарищ Касьянов в составе экипажа Героя Советского Союза капитана Обелова совершил ещё 43 боевых вылета, в результате чего экипажем было подбито и уничтожено 11 танков и самоходных орудий, 21 автомашина, 23 повозки с боеприпасами, взорвано 3 склада с горючим, подавлен огонь 11 точек зенитной артиллерии, уничтожено на аэродромах 3 и повреждено 5 самолетов противника».
Всего за время боев вместе с Львом Обеловым Николай Касьянов совершил 186 боевых вылетов. На счету экипажа 4 вражеских истребителя, сбитых в воздушных боях, 20 уничтоженных танков и самоходных орудий, 55 автомашин. При выполнении боевых заданий Касьянов дважды был ранен, но возвращался в строй.
Демобилизовался в 1945 году. Вернулся на родину. Жил в Жигулёвске, работал слесарем на радиотехническом заводе.
Скончался 26 июня 1997 года.

## Награды
- Орден Отечественной войны 1 степени;
- Орден Красной Звезды;
- Орден Славы 1-й степени (№ 2841, 19.4.1945);
- Орден Славы 2-й степени (№ 9951, 22.2.1945);
- Орден Славы 3-й степени (№ 185608, 29.11.1944);
- медаль «За отвагу»;
- медали.

## Память
9 мая 2000 года в Жигулёвске была открыта мемориальная доска в честь Николая Георгиевича Касьянова.